# Crocefisso Miglietta
Crocefisso Miglietta (San Pietro Vernotico, 20 febbraio 1981) è un calciatore italiano, centrocampista del Green Service.

## Carriera
Cresce nel vivaio di Perugia e Ancona. Dopo due anni in prestito in Promozione, nella stagione 2001-2002 passa alla Pro Vasto e dopo due anni approda tra i professionisti militando nel Teramo in Serie C1.
Dopo questa esperienza comincia a girovagare per la Lega Pro vestendo le maglie di Fermana, Ancona, Padova, Arezzo, Taranto ed Atletico Roma.
Ad agosto del 2011 passa alla Ternana in Lega Pro Prima Divisione; al termine della prima stagione in rossoverde ottiene la promozione in Serie B, categoria in cui gioca nelle due stagioni successive indossando in varie occasioni anche la fascia da capitano. Realizza la prima rete tra i cadetti il 16 settembre 2013, contro il Brescia. Il 15 marzo 2014 ha raggiunto le 100 presenze in maglia rossoverde.
Alla fine della stagione 2013-2014 rimane svincolato; dopo aver firmato nel giugno 2014 un contratto biennale con la SPAL, formazione di Lega Pro che gli ha consegnato anche la fascia di capitano, sceglie di rescinderlo nel successivo mese di agosto per legarsi per due anni al Novara, allenato dall'ex tecnico della Ternana Domenico Toscano. Realizza la prima rete con la maglia del Novara nel 4-0 col Pavia. Il 31 agosto 2015 rescinde consensualmente il contratto con la società piemontese.
Il giorno successivo viene ingaggiato dal rinato Parma. Dopo un'ottima stagione, culminata con una schiacciante promozione in Lega Pro, gli viene rinnovato il contratto in maglia crociata.
Il 16 giugno 2017 viene ceduto in prestito al La Fiorita per disputare i preliminari di Champions League.
Dopo alcune esperienze nei campionati dilettanti umbri con le maglie di Ferentillo-Valnerina e Terni Est, Crocefisso Miglietta approda nel Green Service, squadra militante nel campionato amatoriale CSI di Terni.

## Statistiche

### Presenze e reti nei club
Statistiche aggiornate al 6 dicembre 2017.
| Stagione         | Squadra          | Campionato       | Campionato | Campionato | Coppe nazionali | Coppe nazionali | Coppe nazionali | Coppe continentali | Coppe continentali | Coppe continentali | Altre coppe | Altre coppe | Altre coppe | Totale | Totale |
| Stagione         | Squadra          | Comp             | Pres       | Reti       | Comp            | Pres            | Reti            | Comp               | Pres               | Reti               | Comp        | Pres        | Reti        | Pres   | Reti   |
| ---------------- | ---------------- | ---------------- | ---------- | ---------- | --------------- | --------------- | --------------- | ------------------ | ------------------ | ------------------ | ----------- | ----------- | ----------- | ------ | ------ |
| 1999-2000        | Canosa           | Prom.            | 20         | 2          | -               | -               | -               | -                  | -                  | -                  | -           | -           | -           | 20     | 2      |
| 2000-2001        | Canosa           | Prom.            | 25         | 5          | -               | -               | -               | -                  | -                  | -                  | -           | -           | -           | 25     | 5      |
| Totale Canosa    | Totale Canosa    | Totale Canosa    | 45         | 7          |                 | -               | -               |                    | -                  | -                  |             | -           | -           | 45     | 7      |
| 2001-2002        | Pro Vasto        | D                | 15         | 0          | -               | -               | -               | -                  | -                  | -                  | -           | -           | -           | 15     | 0      |
| 2002-2003        | Pro Vasto        | D                | 25         | 2          | -               | -               | -               | -                  | -                  | -                  | -           | -           | -           | 25     | 2      |
| Totale Pro Vasto | Totale Pro Vasto | Totale Pro Vasto | 40         | 2          |                 | -               | -               |                    | -                  | -                  |             | -           | -           | 40     | 2      |
| 2003-2004        | Teramo           | C1               | 23         | 1          | CIC             | 8               | 1               | -                  | -                  | -                  | -           | -           | -           | 31     | 2      |
| 2004-2005        | Fermana          | C1               | 17         | 1          | CIC             | 2               | 1               | -                  | -                  | -                  | -           | -           | -           | 19     | 2      |
| gen. 2005        | Ancona           | C2               | 10         | 0          | CIC             | 0               | 0               | -                  | -                  | -                  | -           | -           | -           | 12     | 0      |
| 2005-2006        | Ancona           | C2               | 28         | 2          | CIC             | 4               | 0               | -                  | -                  | -                  | -           | -           | -           | 32     | 2      |
| 2006-2007        | Padova           | C1               | 27         | 1          | CIC             | 3               | 0               | -                  | -                  | -                  | -           | -           | -           | 30     | 1      |
| 2007-2008        | Ancona           | C1               | 21         | 4          | CIC             | 2               | 0               | -                  | -                  | -                  | -           | -           | -           | 36     | 2      |
| Totale Ancona    | Totale Ancona    | Totale Ancona    | 59         | 6          |                 | 6               | 0               |                    | -                  | -                  |             | -           | -           | 80     | 4      |
| 2008-2009        | Arezzo           | 1D               | 32         | 1          | CI-LP           | 8               | 1               | -                  | -                  | -                  | -           | -           | -           | 39     | 2      |
| 2009-2010        | Taranto          | 1D               | 24         | 1          | CI-LP           | 4               | 0               | -                  | -                  | -                  | -           | -           | -           | 28     | 1      |
| 2010-2011        | Atletico Roma    | 1D               | 33         | 1          | CI-LP           | 6               | 1               | -                  | -                  | -                  | -           | -           | -           | 39     | 2      |
| 2011-2012        | Ternana          | 1D               | 31         | 3          | CI-LP           | 6               | 0               |                    | -                  | -                  | SL-1D       | 2           | 0           | 39     | 3      |
| 2012-2013        | Ternana          | B                | 37         | 0          | CI              | 2               | 0               | -                  | -                  | -                  | -           | -           | -           | 39     | 0      |
| 2013-2014        | Ternana          | B                | 32         | 2          | CI              | 1               | 0               | -                  | -                  | -                  | -           | -           | -           | 33     | 2      |
| Totale Ternana   | Totale Ternana   | Totale Ternana   | 100        | 5          |                 | 9               | 0               |                    | -                  | -                  |             | 2           | 0           | 111    | 5      |
| 2014-2015        | Novara           | LP               | 20         | 0          | CI-LP           | 1               | 0               | -                  | -                  | -                  | SLP         | 1           | 0           | 22     | 0      |
| 2015-2016        | Parma            | D                | 29+2       | 3+0        | CID             | 2               | 1               | -                  | -                  | -                  | -           | -           | -           | 33     | 4      |
| 2016-2017        | Parma            | LP               | 4          | 0          | CI-LP           | 2               | 0               | -                  | -                  | -                  | -           | -           | -           | 6      | 0      |
| Totale Parma     | Totale Parma     | Totale Parma     | 33+2       | 3          |                 | 4               | 1               |                    | -                  | -                  |             | -           | -           | 39     | 4      |
| giu.-lug. 2017   | La Fiorita       | CD               | -          | -          | -               | -               | -               | UCL                | 2                  | 0                  | -           | -           | -           | 2      | 0      |
| sett.-dic. 2017  | Sestri Levante   | D                | 10         | 1          | CI-D            | 1               | 0               | -                  | -                  | -                  | -           | -           | -           | 11     | 1      |
| dic. 2017-2018   | San Marino       | D                | 0          | 0          | CI-D            | -               | -               | -                  | -                  | -                  | -           | -           | -           | 0      | 0      |
| Totale carriera  | Totale carriera  | Totale carriera  | 474        | 28         |                 | 58              | 5               |                    | 2                  | 0                  |             | 3           | 0           | 537    | 33     |

## Palmarès

### Club

#### Competizioni nazionali
- Lega Pro Prima Divisione: 1

Ternana: 2011-2012
- Lega Pro: 1

Novara: 2014-2015
- Supercoppa di Lega Pro: 1

Novara: 2015
- Serie D: 1

Parma: 2015-2016